# Deportes de invierno en México
Los deportes de invierno en México son aquellas modalidades deportivas cuya práctica está relacionada con la nieve o el hielo. A pesar de que la nieve no está presente en todos los estados, hay estados con considerables nevadas anuales, principalmente en ciertas zonas de los estados norteños de Chihuahua, Sonora, Durango y Coahuila, y en las zonas altas del centro de país como el Nevado de Toluca. Existen pistas de hielo en muchas ciudades mexicanas donde se pueden practicar diferentes modalidades como el patinaje artístico y el hockey sobre hielo, teniendo este último un cierto crecimiento en los últimos años con una liga semiprofesional en el país. 
México tiene antecedentes de la práctica de estos deportes en eventos internacionales, la primera delegación mexicana en unos Juegos Olímpicos de Invierno participó en el año de 1928 en Sankt-Moritz, Suiza. A pesar de tener poca difusión de parte de los medios de comunicación y del sector privado y estatal, cada vez son más los mexicanos que se interesan en los deportes invernales y, paradójicamente, se pueden practicar gran parte de ellos en complejos construidos específicamente para estos deportes, igual que en países con condiciones climáticas similares como Sudáfrica, Brasil, Argentina y Chile, quienes han aumentado su participación igual que México de manera constante en los Juegos Olímpicos de Invierno, pese a que aún no ganan medallas. Australia y Nueva Zelanda, dos países con las mismas condiciones climáticas que México, si han ganado medallas en las justas invernales: Australia ha ganado un total de 15 medallas (5 de oro, 5 de plata y 5 de bronce) y Nueva Zelanda, por su parte, lleva 3 medallas olímpicas (1 de plata y 2 de bronce).

## Deportes sobre nieve

### Esquí alpino y snowboard
Aunque se cuentan con antecedentes de la práctica de esquí alpino desde principios del siglo XX, fue hasta 1981 cuando se funda la Federación Mexicana de Esquí por Hubertus Von Hohenlohe. La primera participación de México en un evento internacional de esquí alpino fue en los juegos olímpicos de Sarajevo 1984, donde Hubertus Von Hohenlohe participó en las modalidades de descenso, eslalon y gran eslalon.
En la Sierra de Arteaga, extensión de la Sierra Madre Oriental en el estado Coahuila, se encuentra la única estación de esquí acondicionada hasta el momento para la práctica de esquí alpino, snowboarding y otras disciplinas invernales sobre nieve. Chihuahua es el estado con la mayor precipitación de nieve durante la temporada invernal, favoreciendo la práctica de estos deportes en sus sierras y zonas altas. A pesar de que las iniciativas privadas han manifestado interés en construir y consilidar este deporte en el estado chihuaheño, no se ha contado con el apoyo suficiente.
Existen lugares donde se pueden practicar estos deportes, a pesar de no contar con instalaciones como la Sierra de Juárez y la Sierra de San Pedro Mártir en el estado de Baja California, la Sierra de Las Cruces y el Nevado de Toluca, en el Estado de México, la Sierra Madre Occidental en los estados de Durango, Chihuahua, Sinaloa y Sonora,´la Sierra Nevada en los estados de México, Puebla y Morelos y, principalmente, la Sierra Tarahumara en el estado de Chihuahua.
Debido a la falta de infraestructuras especiales no es posible practicar otras modalidades de esquí como Combinado nórdico, Esquí estilo libre, Esquí de fondo y Esquí acrobático.

## Deportes sobre hielo

### Patinaje artístico
El patinaje artístico en México se puede practicar en numerosas pistas de hielo ubicadas en las principales ciudades del país, siendo las más destacadas La Pista de Hielo de San Jerónimo, Pabellón Bosques, La pista Lomas Verdes en la Ciudad de México, y las de Ice Complex y Pista Fundidora Mabe en Monterrey.

### Hockey sobre hielo
Se comienza a jugar en 1957 en la Arena México. En 1962 se construye la primera pista de hielo en Polanco, México D.F iniciando las primeras temporadas oficiales con la participación de varios equipos muchos de ellos formados por escuelas.
Este deporte ha tenido una gran crecimiento profesional en los últimos años, actualmente la selección nacional se ubica en el puesto 36 del ranking mundial de Hockey sobre hielo (IIHF World Ranking). La liga Mexicana Élite (LME) fue inaugurada el 2 de octubre de 2010 con 4 equipos profesionales.
Además de contar con clubes federados, los cuales además de ofrecer cursos a principiantes, con el objetivo de buscar nuevos talentos, compiten en una liga nacional en diferentes categorías:
- Toros de Monterrey, Monterrey Ice Complex, Santa Catarina, Nuevo León
- Osos de Coyoacán, Cielo Abierto, México D.F
- Halcones, Ice Town Sentura, Estado de México
- Mapaches de Querétaro
- Santa Fé Kings, Ice World Santa Fe, México D.F
- Tigres de Metepec, ICEDOME Metepec, Estado de México.
- Buenavista Stars, Ice Station Buenavista, México D.F

Hoy en día varios equipos han desaparecido por diferentes motivos, entre ellos destacan:
- Lobos, Pista de Hielo de Gran Sur, México D.F
- Huracanes de Mérida Ice Gallery, Mérida, Yucatán
- Lagartos de Villahermosa
- Leones de León
- Jaguares de Pabellón Bosques
- Puebla Hockey Club
- Ice Dragons de Coatzcoalcos
- Fire Birds de San Pedro Garza García, Nuevo León
- Cuervos de Culiacán
- Ice Sharks de Toluca

El hockey sobre hielo se practica también en distintas universidades, con sus respectivos equipos universitarios tales como Borregos del Tec de Monterrey, Pumas de la UNAM, Los Tigres de la UANL, Coyotes de la Universidad Autónoma de Coahuila, entre otros.
Del 14 al 20 de marzo de 2010 Monterrey fue sede el campeonato Mundial de Hockey sobre hielo sub-18 División III, con la presencia de cinco países: Irlanda, Israel, Nueva Zelanda, Sudáfrica y México. Esta es la primera vez que un evento internacional de Hockey de cualquier categoría se lleva a cabo en territorio mexicano. En este certamen donde el ganador ascendiende a la División II, es correspondiente al Grupo B de esta categoría. El equipo mexicano obtuvo el segundo lugar en la competencia en total de puntos, siendo el ganador Nueva Zelanda.
El 18 de enero de 2011 la selección mexicana sub-20 de hockey sobre hielo ganó el campeonato mundial de la especialidad ante su similar de Serbia con marcador de 4-2, con lo que consiguió el ascenso a la División II en la categoría juvenil con anotaciones de Héctor Carrero, Rubén Cuevas, Aarón Duff y Miguel Colás.

### Curling
En 2017 se inauguró la Federación Mexicana de Curling, que es dirigida por Rodrigo Vélez y Mario Noyola. A la presentación del evento deportivo asistió la canadiense Kaitlyn Lawes, campeona de los Juegos Olímpicos de invierno de Sochi 2014, quien además realizó una demostración del deporte. El curling, es considerado uno de los deportes invernales de mayor crecimiento a nivel mundial. Actualmente el único lugar que cuenta con la infraestructura necesaria para practicarlo es el Icedome CD/MX, que se encuentra en Tlalpan, México D.F.